# Пропаст која је дошла у Сарнат
„Пропаст која је дошла у Сарнат” (енгл. The Doom That Came to Sarnath) је приповетка америчког писца Хауарда Филипса Лавкрафта, први пут објављена у часопису The Scot у јуну 1920. године.

## Радња
Према причи, пре више од 10.000 година, народ пастира колонизовао је обале реке Ај, у земљи званој Мнар, формирајући градове Траа, Иларнек и Кадатерон, који су се уздигли до великих интелектуалних и трговачких сила. Жудећи за више земље, група ових издржљивих људи мигрирала је на обале усамљеног и огромног језера у срцу Мнара, оснивајући град Сарнат.
Међутим, досељеници нису били сами. Недалеко од Сарната налазио се Иб, древни град од сивог камена, насељен необичном расом која је сишла са Месеца. Они су описани као „зелене боје попут језера и магле која се уздиже изнад њега... Имали су избуљене очи, напућене, млохаве усне и радознале уши, и били су без гласова”. Ова бића су обожавала чудног бога познатог као Бокруг, Великог воденог гуштера. Њихова физичка форма натерала је људе Сарната да их презиру.
Грађани Сарната су побили сва створења која су насељавала Иб, уништили град и узели њиховог идола као трофеј, стављајући га у главни храм Сарната. Следеће ноћи, идол је мистериозно нестао, а Таран-Иш, првосвештеник Сарната, пронађен је мртав. Пре него што је умро, уцртао је једну реч на празном олтару: „ПРОПАСТ”.
Хиљаду година касније, Сарнат је био на врхунцу своје моћи и декаденције. На гозбу у част уништења Иба позвани су племићи из далеких градова. Те ноћи, међутим, весеље су пореметила чудна светла над језером, тешка зеленкаста магла, а таласомер, гранитни стуб Акурион, био је углавном потопљен. Убрзо су многи посетиоци побегли избезумљени од страха.
Након овог догађаја, неки од преживелих су говорили да су видели давно умрле становнике Иба како вире са прозора градских кула уместо краља и његове пратње, док су други одбили да кажу шта су тачно видели. Они који су се вратили нису видели ништа од оних који су били довољно несрећни да буду остављени; само празну мочвару, много водених гуштера, и што их је највише узнемирило, несталог идола. Од тада је Бокруг остао главни бог у земљи Мнар.

## Инспирација
Утицај лорда Дансенија на причу може се видети у приказу трона као „израђеног од једног комада слоноваче, иако ниједан живи човек не зна одакле је могао да дође тако огроман комад”, што евоцира „капију изрезану од једног комада слоноваче” у Дансенијевој приповеци „Беспослени дани на Јану”.
Иако је Сарнат историјски град у Индији — место где је Буда одржао прву проповед након просветљења — Лавкрафт је изјавио да је мислио да је сам измислио ово име.

## Повезана дела
У причи „Иранонова потрага”, насловни јунак каже: „Гледао сам у мочвару где је некада стајао Сарнат”. Када приповедач „Безименог града” угледа насловне рушевине, каже да је „мислио на Сарнат проклети, који се налазио у земљи Мнар када је човечанство било младо, и на Иб, који је исклесан од сивог камена пре него што је човечанство постојало”. У новели У планинама лудила, град Древних је описан као „мегалополис у рангу са таквим тајанственим предљудским богохуљењима као што су Валусија, Р'лиех, Иб у земљи Мнар и Безимени град арапске пустиње”.
Становници Иба познати су у делима Лина Картера као Туум'ха.